# سید احمد مرتضوی مقدم
سید احمد مرتضوی مقدم (زادهٔ ۱۳۳۶ در قائن) روحانی، قاضی بلندپایه ایرانی و مشاور عالی رئیس قوه قضائیه از مرداد سال ۱۴۰۲ است. وی پیش‌تر رئیس دیوان عالی کشور ایران بوده است.

## تولد و تحصیلات
سید احمد مرتضوی مقدم متولد سال ۱۳۳۶ در قائن است. وی پس از طی دوره تحصیلات ابتدایی، در سال ۱۳۵۰ تحصیلات حوزوی خود را در حوزه علمیه قائن آغاز نمود و در مدت پنج ساله تحصیل در آن حوزه، در درس اساتیدی همچون اصفهانی و فقیه شرکت کرد. سپس در سال ۱۳۵۵ برای ادامه تحصیل راهی قم شد و به مدرسه مؤمنیه مرعشی نجفی رفت. همچنین در سطح عالی، در دروس آیات عظام مکارم شیرازی و سبحانی شرکت نموده و از سال ۱۳۸۹ به مدت بیش از ۱۰ سال در درس خارج سید علی خامنه‌ای حاضر شده است.
او علاوه بر تحصیلات حوزوی، از دانشگاه قم لیسانس حقوق قضایی گرفت و متعاقباً در گرایش حقوق جزا و جرم‌شناسی، درجه کارشناسی ارشد از جامعة المصطفی را دریافت کرد.

## فعالیت در قوه قضائیه جمهوری اسلامی
احمد مرتضوی مقدم در سال ۱۳۶۴، به عنوان رئیس دادگاه کیفری دو شهرستان اردکان، وارد دستگاه قضا شد و در سال ۱۳۶۵، به ریاست دادگستری همان شهرستان منصوب گردید و با اداره انفرادی تمامی محاکم دادگستری شهرستان (به علت کمبود قاضی و فقدان همکار) به تمامی پرونده‌های موجود اعم از حقوقی، کیفری و خانوادگی رسیدگی می‌کرد. نیز، در تیرماه ۱۳۶۷ به سمت ریاست کل دادگستری استان هرمزگان گمارده شد و تا سال ۱۳۷۲ در این منصوب بود.
در ۱۳۷۲ به ریاست کل دادگستری استان همدان رسید و از مهر ۱۳۷۳ تا نیمه سال ۱۳۷۹، رئیس کل دادگستری استان کرمان بود. او در این مدت، در عین داشتن جایگاه مدیریتی و با حفظ سمت، به پرونده‌های محاکم عمومی و انقلاب و حتی دادگاه‌های نظامی رسیدگی می‌کرد. در شهریور ۱۳۷۹ به عضویت معاون در شعب دیوان عالی کشور برگزیده شده، پس از چهار ماه به عضویت علی‌البدل و یک سال بعد به عضویت اصلی دادگاه عالی انتظامی قضات درآمد و تا سال ۱۳۸۵ در این سمت باقی ماند.
وی در دوره مسئولیتش در دادگاه انتظامی قضات، دو روز در هفته را به عنوان عضو معاون، مأمور به شعب دیوان عالی کشور بود. در شهریور ۱۳۸۵ معاون اول دادستان کل کشور شد و در سال ۱۳۹۰، علاوه بر سمت معاون اولی دادستان کل، به ریاست دادگاه عالی تجدید نظر انتظامی قضات رسید.

## فعالیت در دیوان عالی کشور
مرتضوی مقدم در سال ۱۳۹۵ به عنوان مستشار به دیوان عالی کشور بازگشت و در ۳ اردیبهشت ۱۳۹۸، با حکم رئیس وقت قوه قضائیه (سید ابراهیم رئیسی) به سمت ریاست دیوان عالی کشور منصوب شد.
وی در ۱۵ مرداد ۱۴۰۲، به عنوان مشاور عالی رئیس قوه قضائیه جمهوری اسلامی ایران منصوب شد و رئیس قوه قضاییه ضمن مشورت با قضات دیوان عالی و از میان چند گزینه، محمدجعفر منتظری را به عنوان رئیس جدید دیوان عالی کشور انتخاب و طی مراسمی، با حضور مقامات قضایی و کشوری و لشکری، تودیع و معارفه صورت گرفت.. این در حالی است که عملکرد قضایی و مدیریتی و مردم داری سید احمد مرتضوی مقدم در دوران ریاست بر دیوان عالی کشور، مورد تأیید بسیاری از افراد جامعه حقوقی و قضایی و آحاد مردم بوده است.